# Перссон, Магнус
Магнус Перссон (швед. Magnus Pehrsson; род. 25 мая 1976, Мальмё) — шведский футболист и футбольный тренер. До середины сентября 2016 года был главным тренером сборной Эстонии.

## Карьера
Выступал за «Юргорден», осенью 1996 года находился в аренде в английском клубе «Брэдфорд Сити», за который сыграл один матч в Первом дивизионе лиги — против «Олдем Атлетик». Затем перешёл в «Гётеборг», играл за него 2 года. В декабре 1998 года вернулся в «Юргорден», подписав трёхлетний контракт. В августе 2001 года был вызван в сборную Швеции на товарищеский матч с командой ЮАР, но получил травму и так и не попал в сборную. В 2003 году объявил о завершении карьеры игрока по причине травм, из-за которых он не играл 1,5 года.
В 2004—2005 годах работал в клубе «Отвидаберг» помощником главного тренера команды Кента Карлссона и одним из менеджеров клуба. В сезоне-2006 был главным тренером «Сириуса». Под руководством Перссона клуб занял 2-е место в лиге Дивизион 1 Норра и через переходные матчи вышел в Суперэттан. После этого недолго работал в футбольной академии и на телевидении, а 16 июля 2007 года вернулся в «Сириус» в качестве заместителя спортивного директора.
31 октября 2007 было объявлено, что Перссон станет новым главным тренером ГАИС, с которым он подписал контракт на 3 года. Он сменил на этом посту легендарного защитника сборной Швеции Роланда Нильссона. В сезоне-2008 клуб занял 11-е место в Аллсвенскан, как и сезоном ранее.
1 декабря 2008 года Магнус Перссон подписал трёхлетний контракт с «Ольборгом». С 1 января 2009 должен был приступить к обязанностям главного тренера. Первые 2 официальных матча под руководством нового тренера «Ольборг» проводил в Кубке УЕФА и в этих матчах был обыгран испанский клуб «Депортиво Ла-Корунья» со счётом 3:0 в Дании и 3:1 в Испании.
В декабре 2013 года возглавил сборную Эстонии. Вскоре после этого дал интервью UEFA.com, в котором рассказал, что в последнее время соперники стали больше уважать национальную команду Эстонии. В сентябре 2016 года по обоюдному согласию сторон покинул пост главного тренера сборной Эстонии.